# Nebukadnezar (Dyson)
Nebukadnezar is een compositie van de Britse componist George Dyson geschreven voor solisten, koor en orkest.
Het werk is geschreven voor een festival in Worcester (Engeland); Three Choirs Festival. De solisten vertolken diverse rollen waaronder die van Nebukadnezar en zijn heraut. De verhaallijn is gebaseerd op het boek Daniël (zie artikel Nebukadnezar II).
Dyson heeft de orkestklanken goed achter de koorpartijen verstopt; slechts een enkele keer treedt het orkest op de voorgrond; aan het begin heeft het orkest slechts 3 maten instrumentale inleiding. De muziek is opvallend voor 1935. Alle nieuwe stromingen binnen de Klassieke muziek uit de 20e eeuw lijken aan Dyson voorbijgegaan te zijn. Dyson heeft er wel rekening mee gehouden dat als de compositie in een kerk wordt uitgevoerd de galm van die kerk onderdeel uitmaakt van de uiteindelijke compositie; iets dat ook van toepassing is op andere composities van Dyson.

## Bron en discografie
- Uitgave Chandos: Mark Padmare (tenor); Neal Davies (basbariton); BBC Symphony Orchestra and Choir o.l.v. Richard Hickox